# Antoni Mickiewicz (ekonomista)
Antoni Mickiewicz (ur. 6 marca 1941 w Różance) – polski ekonomista i nauczyciel akademicki, profesor nauk ekonomicznych, specjalista w zakresie organizacji i zarządzania, zajmujący się problematyką ekonomiki rolnictwa i doradztwa rolniczego.

## Życiorys
W 1965 ukończył studia na Wydziale Rolniczym Wyższej Szkoły Rolniczej w Szczecinie. W 1970 na tej samej uczelni uzyskał stopień doktora nauk rolniczych na podstawie pracy zatytułowanej Produkcyjność i efektywność PGR województwa koszalińskiego w świetle podstawowych czynników produkcji. W 1989 habilitował się w Akademii Rolniczej w Jełgawie w oparciu o rozprawę Energochłonność produkcji rolniczej i zwiększanie jej efektywności ekonomicznej. W 1999 otrzymał tytuł profesora nauk ekonomicznych.
Zawodowo od 1968 związany z Wyższą Szkołą Rolniczą w Szczecinie, następnie z Akademią Rolniczą i Zachodniopomorskim Uniwersytetem Technologicznym, dochodząc do stanowiska profesora zwyczajnego. Od 1974 był kierownikiem Zakładu Upowszechniania Postępu, w 1996 objął kierownictwo Zakładu Doradztwa w Agrobiznesie, przekształconego w 2001 w Katedrę Doradztwa w Agrobiznesie. W 2010 przeszedł na tożsamą funkcję w Katedrze Ekonomii Środowiska i Agrobiznesu. W latach 1996–2002 zajmował stanowisko dziekana Wydziału Ekonomiki i Organizacji Gospodarki Żywnościowej. Pełnił również szereg funkcji w instytucjach doradczych i społecznych, a także redakcjach periodyków naukowych, m.in. przewodniczącego sekcji rolniczej i członka zarządu regionalnego Towarzystwa Wiedzy Powszechnej oraz krajowego doradcy konsultacyjnego Stowarzyszenia Naukowo-Technicznego Inżynierów i Techników Rolnictwa (SITR).
W pracy naukowej zajmuje się kwestiami z zakresu funkcjonowania i rozwoju rolnictwa w jego otoczeniu, a także rozwojem obszarów wiejskich. Specjalizuje się w zagadnieniach związanych z doradztwem rolniczym, ekonomiką i organizacją agroturystyki oraz turystyki, a także ekonomiką rolnictwa.

## Odznaczenia i wyróżnienia
Ordery i odznaczenia
- Krzyż Komandorski Orderu Odrodzenia Polski (2010)[1]
- Krzyż Oficerski Orderu Odrodzenia Polski (2000)[2]
- Krzyż Kawalerski Orderu Odrodzenia Polski (1985)
- Złoty Krzyż Zasługi (1975)

Nagrody i wyróżnienia
- tytuły doktora honoris causa Białoruskiej Państwowej Akademii Gospodarstwa Wiejskiego (1995) i Grodzieńskiego Państwowego Uniwersytetu Rolniczego (2003)
- członek zagraniczny Łotewskiej Akademii Nauk